# Theo Griekspoor
Theo Griekspoor (Aalsmeer, 10 januari 1948) is een Nederlands organist.

## Levensloop
Griekspoor werd geboren in Aalsmeer. Toen hij dertien was speelde hij daar als hulporganist in de Triomphatorkerk. Hij werd daar drie jaar later vaste organist. Toen hij vijftien was nam hij orgellessen bij Piet van Egmond in Amsterdam. Hierna volgde hij nog lessen bij Nico Waasdorp in Haarlem en ging later nog naar het conservatorium in Alkmaar waar hij les kreeg van Jos van der Kooy. Hij volgde zijn praktijklessen op het orgel van de Westerkerk in Amsterdam. In 1993 was hij geslaagd voor zijn diploma.
Griekspoor is ook werkzaam als begeleider van kerkkoren en geeft jaarlijks verschillende concerten. Later ging hij ook werken als componist. Hij componeerde onder meer orgelmuziek. Hij won in 2006 het César Franck concours en het jaar daarna het Alexandre Guilmant orgelconcours. Deze werden gehouden in de Koepelkerk in Leeuwarden.Later verschenen er ook enkele cd's van hem met orgelmuziek. Een is er opgenomen in de Stefanuskerk in Hasselt en de andere in de Lebuïnuskerk in Deventer.
Hij is vaste organist in de Open Hof Kerk in Aalsmeer, de Ontmoetingskerk in Nieuwveen en de Gereformeerde kerk De Korenaar in Hazerswoude-Dorp.

## Discografie
- Theo Griekspoor improviseert op verzoek[3]
- Theo speelt Griekspoor[3]
- Reverie

## Bladmuziek
- Koraal en variaties op gezang 473
- Drie koraalbewerkingen
- Door de wereld gaat een woord
- Twee psalmbewerkingen
- Passacaglia
- Geef vrede, Heer, geef vrede